# Гюнтер Добберке
Гюнтер Добберке (нім. Günther Dobberke) — німецький льотчик-ас, лейтенант Імперської армії.

## Біографія
Учасник Першої світової війни. На початку 1918 року літав у званні унтерофіцера у складі 45-ї винищувальної ескадрильї. 27 травня 1918 року переведений у 60-ту винищувальну ескадрилью. Після останньої, восьмої перемоги надано офіцерське звання. 15 жовтня 1918 року зазнав травми в авіакатастрофі під час пробних польотів нового біплану Fokker в армійському авіапарку № 3.